# Ursula Werner (écrivaine)
Pour les articles homonymes, voir Ursula Werner.
Ursula Werner est une avocate (attorney) et écrivaine américaine.

## Biographie
Née en Allemagne, émigrée aux États-Unis, élevée dans le sud de la Floride, elle réside actuellement à Washington (district de Columbia), où elle exerce comme avocate.

## Publications
- 2006 : In the silence of the Woodruff, poésies
- 2010 : Rapunzel revisited, poésies
- 2017 : The Good at Heart (ISBN 978-150-114-757-9), premier roman[1]
  - Cet été-là à Blumental  (ISBN 978-2-715246-72-0)[2]
  - La buena gente[3]